# Kazimain
Kazimain (arabă الكاظمية) este o suburbie a capitalei Irakului, Bagdad.